# Picardia
Picardia (franceză Picardie) este o fostă regiune (una dintre cele 26) a Franței de până la reforma administrativă din 2014. Capitala regiunii era orașul Amiens, iar regiunea cuprindea 3 departamente. La 1 ianuarie 2016 a fuzionat cu regiunea Nord-Pas-de-Calais, formând noua regiune Hauts-de-France.

## Istoric
Regiunea este mai mare decât vechea provincie Picardie, care cuprindea doar partea nordică a actualei regiuni. Sudul departamentelor Aisne și Oise sunt mai apropiate de regiunea pariziană din multe puncte de vedere, istoric, cultural, economic, etc. Numele își are originea în secolul XIII și denumește culegătorii și agricultorii din nordul Parisului, nevorbitori de limbă flamandă. În regiune au avut loc bătălii importante în timpul celor două războaie mondiale, aici având loc crâncena Bătălie de pe Somme în primul război mondial.

## Geografia
Diferența dintre cele două zone ale regiunii se poate observa și din diferența de relief. Partea nordică corespunzând fostei provincii Picardia este o zonă de câmpii vaste propice agriculturii, iar partea sudică este formată dintr-un relief învălurit și acoperit de păduri.

## Economia
Nordul regiunii a suferit foarte mult în urma crizei economice din ultima perioadă, dar sudul se bucură de o creștere constantă, în mare partea datorată proximității față de regiunea pariziană.

## Personalități marcante
- Maurice Boitel, pictor

1. ↑  „"La Région a voté et s'appelle désormais Hauts-de-France"”.